# Thine Eyes Bleed
Thine Eyes Bleed es una banda de death metal melódico originaria de Londres, Canadá. Han lanzado dos álbumes; In the Wake of Separation en el año 2005 y un álbum homónimo el 15 de abril de 2008. De 2011 a la fecha, la actividad de la banda es incierta.

## Historia
Thine Eyes Bleed realizó una gira por Estados Unidos en 2004. En 2005 lanzaron su primer álbum In the Wake of Separation.
El hermano de Johnny Araya, Tom Araya, es conocido por ser el bajista y vocalista de la banda de thrash metal Slayer. Ambas bandas formaron parte de la gira de 2006 The Unholy Alliance, junto a bandas como Lamb of God, Mastodon y Children of Bodom.
En abril de 2008, la banda lanza su segundo álbum Thine Eyes Bleed.
Justin Wolfe posteriormente se dedicó a ejercer como chef y abrió su propio restaurante junto a su hermano Gregg.
Thine Eyes Bleed era administrada por los padres de Morgan y Mercedes Lander (de la banda Kittie. Su padre, Dave Lander falleció de un ataque al corazón el 2 de agosto de 2008.

## Integrantes

### Última alineación conocida
- Justin Wolfe – voz (2002–present)
- Jeff Phillips - guitarras, segunda voz (2002–present)
- Darryl Stephens – batería (2002–present)
- Johnny Araya - bajo (2004–present)

### Anteriores
- Luke Husband – bajo (2002-2004)
- David Newell – guitarra (2002-2004)
- Derek Ward – guitarra (2004–2006)
- Ryan Tunne - guitarra (2006)
- James Reid – guitarra (2006-2010)
- Nigel Curley – guitarra (2010–2011)

## Discografía
- In the Wake of Separation (2005)
- Thine Eyes Bleed (2008)
- The Embers Rise (2011)